# 스린구

스린구의 위치

스린구(중국어: 士林區, 병음: Shìlín Qū, 한자음: 사림구)는 중화민국 타이베이시의 시할구이다. 넓이는 62.3682km2이고, 인구는 2015년 8월 기준으로 290,389명이다.

## 지리
스린 구의 동북쪽은 다툰 화산군이 있어 치싱 산(1,209 m)을 최고봉으로 하는 산지로 이루어져 있다. 동남쪽에는 다룬 산 및 다즈주 산이 존재해 산지가 차지하는 비율이 높다.

## 역사
스린의 옛 이름은 바즈란(八芝蘭)이다. 이것은 평포족 말로 '온천'을 의미하는 팟시란의 음역이다. 이후에 스린으로 불리게 되었다.
국부천대이후 장제스가 중국 대륙 전역에서 엄선한 70여만점의 유물들을 모아 설치한 박물관인 국립고궁박물원을 이지역에 설립했다.

## 하위 행정구역
- 푸순 리(福順里)
- 푸광 리(富光里)
- 후루 리(葫蘆里)
- 후둥 리(葫東里)
- 서쯔 리(社子里)
- 서신 리(社新里)
- 서위안 리(社園里)
- 융룬 리(永倫里)
- 푸안 리(福安里)
- 푸저우 리(富洲里)
- 허우강 리(後港里)
- 푸중 리(福中里)
- 첸강 리(前港里)
- 바이링 리(百齡里)
- 청더 리(承德里)
- 푸화 리(福華里)
- 밍성 리(明勝里)
- 런융 리(仁勇里)
- 이신 리(義信里)
- 푸린 리(福林里)
- 푸더 리(福德里)
- 푸즈 리(福志里)
- 주자 리(舊佳里)
- 푸자 리(福佳里)
- 더싱 리(德行里)
- 더화 리(德華里)
- 중청 리(忠誠里)
- 란야 리(蘭雅里)
- 란싱 리(蘭興里)
- 옌산 리(岩山里)
- 밍산 리(名山里)
- 성산 리(聖山里)
- 즈산 리(芝山里)
- 둥산 리(東山里)
- 산위 리(三玉里)
- 톈무 리(天母里)
- 톈푸 리(天福里)
- 톈루 리(天祿里)
- 톈서우 리(天壽里)
- 톈허 리(天和里)
- 톈산 리(天山里)
- 톈위 리(天玉里)
- 융푸 리(永福里)
- 궁관 리(公館里)
- 신안 리(新安里)
- 양밍 리(陽明里)
- 징산 리(菁山里)
- 핑덩 리(平等里)
- 시산 리(溪山里)
- 추이산 리(翠山里)
- 린시 리(臨溪里)

## 교육
- 둥우 대학
- 중국 문화 대학
- 밍촨 대학

## 교통
- 타이베이 첩운 단수이신이선

## 관광
- 국립고궁박물원
- 스린 관저
- 스린 야시장